# فادي ميرزا
فادي ميرزا (مواليد 8 آذار 1978 في الدرباسية, سوريا) هو لاعب ملاكمة الوزن المتوسط نمساوي-آشوري متقاعد سوري المولد. كان ميرزا بطلًا عالميًا متعدد الكيك بوكسينغ والمواي تاي.

## السيرة الذاتية والوظيفة

### السنوات المبكرة
ولد فادي ميرزا في الدرباسية في سوريا لعائلة آشورية. كان فادي يبلغ من العمر عشر سنوات, عندما غادر هو وعائلته وطنه سوريا وانتقلوا إلى فيينا. قال ميرزا في مقابلة عام 2012: «أراد والداي فقط تزويدنا بمستقبل آمن. في غضون ستة أشهر فقط ، أتقنت اللغة الألمانية». في سن ال 16, بدأ فادي تدريب الكيك بوكسينغ. بعد القتال كهاوي في حلبة الكيك بوكسينغ, انتقل إلى Muay Thai. حصل على لقبه الأول في سن 18, عندما فاز ببطولة WPKL Junior World Super Welterweight خلال حدث بالقرب من فيينا، النمسا في 15 نوفمبر 1997.
بعد أن أصبحت بطلاً للشباب, تم منح ميرزا الفرصة في عام 2000 للقتال من أجل بطولة World Muay Thai للوزن المتوسط التابعة لمجلس الكيك بوكسينغ العالمي للمحترفين (WPKC), وهي إحدى منظمات العقوبات الثانوية في العالم. قرر فادي فوز منافسه بلقبه العالمي الثاني. في أيار 2001, كانت بطولة Thaiboxing الأوروبية لرابطة WKA الأكثر شهرة على المحك. واجه البريطاني يوجين فاليريو في أول ليلة قتال في فيينا. انزعج فاليريو من ضربات فادي الدقيقة في الركبة, حيث أصيب بجرح فوق عينه. وأثبتت الركلة التي تم وضعها جيداً في القسم الأوسط أنها كانت سقوط البريطاني, من خلال كسر ذراعه. فاز فادي عن طريق TKO في الجولة الثانية.
بعد مرور عام, مرة أخرى في فيينا, تحدى فادي محمد والي على لقب WKA Thaiboxing World للوزن المتوسط الشاغر. ذهب القتال إلى مسافة بعيدة بعد خمس جولات شاقة. أمام حشد مسقط رأسه خسر فادي قراره المقرب. على الرغم من هزيمته, وقع من قبل رجل الأعمال النمساوي ماركوس باور لمنظمته للكيك بوكسينغ SuperLeague.

### الحياة الشخصية
فادي مرزا متزوج من صديقته القديمة إيناس.